# Ой у лузі червона калина
«Ой у лу́зі черво́на кали́на…» — українська пісня, написана на початку 1914 року в підавстрійській Галичині Степаном Чарнецьким за мотивами останнього куплету козацької пісні XVII століття «Розлилися круті бережечки». Після початку Першої світової війни ймовірно доповнена о. Григорієм Трухом, греко-католицьким священиком. Виконувалася січовими стрільцями, стала народною. Відома у кількох варіантах. Співали її бійці УПА. У 2022 році набула нової хвилі популярності після виконання Андрієм Хливнюком у перші дні російського вторгнення та кавер-версії культового гурту «Пінк Флойд» під назвою «Hey, Hey, Rise Up!».

## Історія написання
За однією з версій, перший нотний варіант композиції, близький до сучасного тексту, створив відомий поет, директор і режисер Українського театру «Руська бесіда», учасник літературного угрупування Молода муза Степан Чарнецький у 1914 році. Здійснивши постановку трагедії Василя Пачовського про гетьмана Дорошенка «Сонце Руїни», він був невдоволений фінальною піснею-скаргою України «Чи я в лузі не калина була», тому для оптимістичнішого фіналу вставив у драму народну пісню «Розлилися круті бережечки». Чарнецький дещо переробив у ній слова, щоб її текст краще вписувався у зміст вистави. Та останній куплет залишив без змін. Крім того, зробив до пісні нову, споріднену з народною, мелодію. Михайло Коссак розклав її на інструменти. Хоча це фактично був рімейк версії пісні, яку опублікували Володимир Антонович та Михайло Драгоманов у 1875-му році.
Дещо відмінна версія належить самому Степанові Чарнецькому. У 1916 році у львівській газеті «Діло» надрукували розповідь композитора Михайла Гайворонського про походження деяких стрілецьких пісень, у тому числі «Червоної калини». Михайло Гайворонський відзначив, що "пісня про «Червону калину» прийшла з «Сонця Руїни» Василя Пачовського. Її розповсюдив український театр виставою цієї драми у Львові і по інших містах у Галичині.
Зі слів Михайла Гайворонського можна було зрозуміти, що творцем пісні є начебто автор «Сонця Руїни» Василь Пачовський, а заслуга у популяризації пісні належить директору та режисеру Українського театру «Руська бесіда» Йосипові Стаднику, який здійснив першу постановку твору у Львові в січні 1912 року. Натомість повністю замовчувалася причетність до творення пісні самого Степана Чарнецького, який власне здійснив нову постановку «Сонця Руїни» у 1914 році й саме тоді ввів у виставу «Червону калину», замінивши нею козацьку пісню «Гей, не дивуйте, добрії люди».
У своєму листі до редакції С. Чарнецький звернув увагу на ці неточності: "У «Сонці руїни» ніхто тої пісні не знайде (в V дії співає Прися: «Чи я в лузі не калина була?»), та що Львів тої пісні не чув в театрі на згаданій драмі, бо там при кінці II дії співано «Гей не дивуйтесь» як і автор бажає. Аж в два роки пізніше, коли я за згодою автора приноровив до сцени та обновив виставу «Сонця руїни», заступив я пісню «Гей не дивуйтесь» «Червоною калиною». Мельодія тої пісні є моя. Згармонізував її тодішний капельник п. Михайло Коссак… «Сонце руїни» грали ми лише в Самборі, Дрогобичі, Стрию, Станиславові, Чернівцях і Чорткові".
У 1990 році літературознавець, фольклорист і письменник Федір Погребенник, досліджуючи історію твору «Ой у лузі червона калина…», відзначив, що давня козацька пісня «Розлилися круті бережечки» закінчується майже такою самою строфою, яку, найімовірніше, і використав у постановці «Сонця Руїни» Степан Чарнецький під назвою «Червона калина»:
| Гей, у лузі червона калина, / гей, гей, похилилася; Чогось наша славна Україна, / гей, гей, засмутилася. А ми ж тую червону калину, / гей, гей, та піднімемо; А ми ж свою славну Україну, / гей, гей, та розвеселимо! |
Очевидно, що Степан Чарнецький літературно допрацював цей фрагмент тексту, вилучивши у трьох перших рядках рефрени «гей-гей» і зробивши кілька інших редакційних правок, надав твору яскравішої образності й милозвучності. Однак ні в 1916 році, коли Чарнецький уточнював слова Михайла Гайворонського, ні в 1934 році, коли були надруковані його спогади «Моя мандрівка з Мельпоменою», де йдеться про постановку «Сонця Руїни», він особисто не претендував на авторство, уважаючи найімовірніше слова «Червоної калини», як і «Гей, не дивуйте, добрії люди», народними за походженням. Водночас він твердо наполягав на авторстві нової мелодії.
Прем'єра оновленої драми «Сонце Руїни» Василя Пачовського і відповідно прем'єра пісні «Ой у лузі червона калина», власне однієї строфи, відбулася в лютому 1914 року в Самборі, а вже у березні місяці львівські артисти представили ці твори у Дрогобичі і Стрию. «Сонце Руїни» у постановці Степана Чарнецького вважалася безперечним театральним успіхом і тому саме вона була обрана для урочистостей з нагоди 50-літнього ювілею театру товариства «Руська бесіда», що були влаштовані у Стрию 29 березня 1914 року.
У своєму звіті про урочистості для львівського часопису «Діло» Остап Весоловський особливу увагу звернув на кульмінаційний епізод «Сонця Руїни», коли наприкінці другої дії (драма складалася з 5-ти дій) залунало «Ой у лузі червона калина похилилася…» і козацьке військо під проводом гетьмана Петра Дорошенка рушило у похід:
```
«Гра артистів на закінченє другого акту, коли старшина і військо козацьке захоплене промовою владики 
Тукальского
 і Дорошенка, вирушає при звуках музики і пісні у похід, робила таке сильне вражінє, так поривала і підносила національного духа, що на салї, виповненій публикою по береги, запанувала якась поважна, сьвяточна тишина, а зібраних проходила дрож зворушеня і блестіли сльози на очах»
[
7
]
.
```

Вистава спричинилася до популяризації пісні. Від акторів театру пісню сприйняла молодь.
У червні 1914 року театральна дружина Українського театру заспівала «Червону калину» у Чорткові разом з учасниками сокільсько-січового свята. У вересні 1914 року «Червона калина» залунала на Закарпатті — у селі Горонді, де стали на постій Українські січові стрільці. За словами Михайла Гайворонського, найбільше її співали відділи, що прийшли з Чорткова. Про це ж свідчив і сотник УСС Іван Коссак:
```
«Відділи У. С. С., що творились в Чорткові, ходили з піснею на вправи, вирушили потім на головне місце збору до Стрия, а опісля на Угорщину. В Горондї співала сю пісню моя сотня, від неї переняли її инші сотні, куріні, і ціла стрілецька формація. Новий зміст, стрілецький, витворили самі стрільці протягом перших двох тижнів побуту в Ґорондї»
[
8
]
. 
```

Побутує версія, що у серпні 1914 р. у Стрию пісню «Ой у лузі…» уперше почув чотар УСС Григорій Трух від стрільця Іваницького. Той її навчився від артистів львівського театру. Григорій Трух до першої строфи «Ой у лузі…» додав ще три строфи, які й склали «Червону калину». Він же навчив співати пісню стрільців своєї чоти. Незабаром перша стрілецька пісня «Ой у лузі червона калина похилилася» поширилася по Стрию. А згодом «Червону калину» почали співати в Галичині та по всій українській землі.
Строфу «Не хилися, червона калино…» додали до тексту пісні наприкінці 1980-х років Леопольд Ященко та Надія Світлична.

## Авторство музики
За свідченнями Степана Чарнецького, мелодію підібрав він сам. Музикознавці (Філарет Колесса, Василь Витвицький) вважають її народною. В. Витвицький стверджував, що це мотив пісні «Ой зацвіла червона калина над криницею».
Володимир Гордієнко у своїй праці «Українські Січові Стрільці», Львів, 1990 р. повідомляє, що музику написав відомий композитор, автор багатьох стрілецьких пісень Михайло Гайворонський.

## Варіанти
| Ой у лузі червона калина похилилася. Чогось наша славна Україна зажурилася. А ми тую червону калину піднімемо, А ми нашу славну Україну, гей, гей, розвеселимо! А ми тую червону калину піднімемо, А ми нашу славну Україну, гей, гей, розвеселимо! Не хилися, червона калино, маєш білий цвіт. Не журися, славна Україно, маєш добрий рід. А ми тую червону калину піднімемо, А ми нашу славну Україну, гей, гей, розвеселимо! А ми тую червону калину піднімемо, А ми нашу славну Україну, гей, гей, розвеселимо! Ой у полі ярої пшениці золотистий лан. Розпочали стрільці січовії з ворогами тан. А ми тую ярую пшеницю ізберемо, А ми нашу славну Україну, гей, гей, розвеселимо! А ми тую ярую пшеницю ізберемо, А ми нашу славну Україну, гей, гей, розвеселимо! Як повіє буйнесенький вітер з широких степів, Та прославить по всій Україні січових стрільців. А ми тую стрілецькую славу збережемо, А ми нашу славну Україну, гей, гей, розвеселимо! А ми тую стрілецькую славу збережемо, А ми нашу славну Україну, гей, гей, розвеселимо! |

| Ой у лузі червона калина похилилася, Чогось наша славна Україна зажурилася. А ми тую червону калину підіймемо, А ми нашу славну Україну, гей-гей, розвеселимо! А ми тую червону калину підіймемо, А ми нашу славну Україну, гей-гей, розвеселимо! Марширують наші добровольці у кривавий тан, Визволяти братів-українців з московських кайдан. А ми наших братів-українців визволимо, А ми нашу славну Україну, гей-гей, розвеселимо! А ми наших братів-українців визволимо, А ми нашу славну Україну, гей-гей, розвеселимо! Ой у полі ярої пшениці золотистий лан, Розпочали стрільці українські з москалями тан, А ми тую ярую пшеницю ізберемо, А ми нашу славну Україну, гей-гей, розвеселимо! А ми тую ярую пшеницю ізберемо, А ми нашу славну Україну, гей-гей, розвеселимо! Як повіє буйнесенький вітер з широких степів, То прославить по всій Україні січових стрільців. А ми тую стрілецькую славу збережемо, А ми нашу славну Україну, гей-гей, розвеселимо! А ми тую стрілецькую славу збережемо, А ми нашу славну Україну, гей-гей, розвеселимо! |

## Популярність у 2022 році
27 лютого 2022 року лідер українського гурту «Бумбокс» Андрій Хливнюк виклав у інстаграмі перший куплет пісні а капела у воєнному Києві, на Софійській площі, після чого вона набула нової популярності і стала всесвітнім шлягером. Мелодія пісні в цьому виконанні була дещо видозмінена, а саме — в першому рядку приспіву впроваджено регістрове підняття останнього складу: «А ми тую червону калину підійме-МО». На думку В. Кузик у цьому видозміненні "енергія ["первісного дихання"] «Ха» виривається із сталих форм і виходить на новий життєвий простір".
Відео на пісню стало вірусним, згодом пісню переспівували у багатьох містах та країнах, демонструючи свою підтримку Україні під час війни.. Професійні та непрофесійні виконавці почали масово долучатися до співочого флешмобу, відео деяких виконань ставали вірусними.
|                                          |  |  |
| Пам'ятна монета НБУ присвячена цій пісні |  |  |

Південноафриканський музикант The Kiffness поклав на музику виконання Хливнюка.
Саме виконання Хливнюка використано було гуртом Pink Floyd, який 8 квітня 2022 представив композицію Hey, Hey, Rise Up! Трек записали Девід Гілмор і Нік Мейсон, два незмінні учасники гурту, разом із композитором, сценаристом і режисером Нітіном Соуні та бас-гітаристом Гаєм Праттом.
Не менш відомим стала кавер-версія на виконання пісні Андрієм Хливнюком 3-річним хлопчиком Леоном.
Проте найбільші перегляди (понад 17 мільйонів) отримало на хостингу «Youtube» змонтоване відео на пісню у виконанні багатьох українських відомих співаків — Андрія Хливнюка, а також NK, Івана Дорна, Дмитра Кадная, Наталії Могилевської, Хаса, Надії Дорофеєвої, Олі Полякової, Павла Зіброва, Єгор Крутоголов, Юрія Ткача, Лесі Никитюк, Джамали та хлопчика Леона з фінальною фразою Наталії Могилевської «Доброго вечора! Ми з України!»
Також пісню перекладено іноземними мовами. 28 березня 2022 свою версію «Червоної калини» в перекладі сербською мовою записали на підтримку України русини-українці з сербського краю Воєводина. 7 квітня перший куплет пісні виконала німецькою, англійською та французькою мовами німецька співачка Марлейн Маас, а грузинський співак Ладо Кучухідзе на мелодію «Червоної калини» записав власну пісню про кровожерливу червону імперію. 20 квітня повний переклад української пісні польською мовою оприлюднив поет-пісняр Сильвек Шведа, а англійською усі п'ять куплетів пісні переклав українець з Нью-Йорка Володимир Дейнеко. Гагаузькою мовою пісню виконала співачка Наталі Деніз.

## Відомі виконання
Пісню виконувало багато співаків та музичних колективів. Серед них:
- Театр «Не журись» (1989 рік)
- Національний заслужений академічний український народний хор України імені Григорія Верьовки[27][28]
- Національна заслужена капела бандуристів України імені Георгія Майбороди
- Львівський муніципальний хор «Гомін»
- Олександр Малінін — в альбомі «Червона калина» (2003)[29];
- Гурт «Гайдамаки» та Тоня Матвієнко[30]
- Гурт «7 Men Brass Band»[31]
- Версія англійською мовою RED KALYNA BLUES записана Володимиром Дейнеко
- Гурт Mirami — Червона калина (2022 рік)
- Дитяча анімаційна версія

## Цікаві факти
- Помилково вважається, ніби у художньому фільмі «В бій ідуть лише старі» (1973) Леонід Биков у ролі капітана Титаренка виконав перший рядок цієї пісні, що лишилося не поміченим радянськими цензорами. Насправді це перший рядок іншої пісні — «Ой, у лузі, лузі червона калина…»[32].
- Парадоксальним чином перший куплет «Червоної калини» співають учасники українських визвольних змагань часу Хмельницького і сам Хмельницький у п'єсі Олександра Корнійчука «Богдан Хмельницький» (1939 р.) і романі Натана Рибака «Переяславська рада» (1948—1951 р.) Є підстави вважати, що таке використання «націоналістичної» пісні було санкціоноване радянською цензурою з огляду на тодішню соціо-політичну ситуацію.